# Plegapteryx peregrinus
Plegapteryx peregrinus is een vlinder uit de familie spanners (Geometridae). De wetenschappelijke naam van deze soort is voor het eerst geldig gepubliceerd in 1962 door Carcasson.
De soort komt voor in tropisch Afrika.